# Bill's Tomato Game
Bill's Tomato Game è un videogioco rompicapo sviluppato e pubblicato dalla Psygnosis per Amiga e Atari ST nel 1992.